# Dvorany nad Nitrou
Dvorany nad Nitrou (in ungherese Farkasudvar) è un comune della Slovacchia facente parte del distretto di Topoľčany, nella regione di Nitra.